# Cyperus sexangularis
Cyperus sexangularis är en halvgräsart som beskrevs av Christian Gottfried Daniel Nees von Esenbeck. Cyperus sexangularis ingår i släktet papyrusar, och familjen halvgräs. Inga underarter finns listade i Catalogue of Life.